# Himno Nacional Mexicano

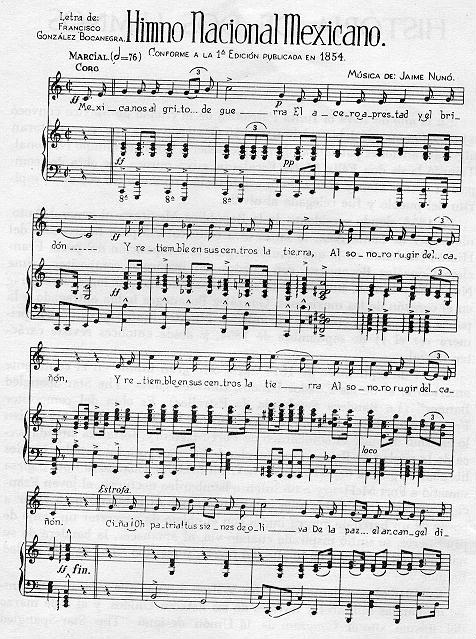
Partituur met het refrein

Het Himno Nacional Mexicano (Mexicaans Nationaal Volkslied), beter bekend als Mexicanos al grito de guerra (Mexicanen, op de roep van de oorlog), is het volkslied van Mexico.

## Het volkslied
Het volkslied is populair bij de Mexicaanse bevolking. Op 16 september, de nationale feestdag, is het gebruikelijk dat het volkslied op openbare plaatsen wordt gezongen. Het volkslied wordt aangeleerd op de alle scholen. De tekst verwijst naar de (bloedige) strijd om onafhankelijkheid. Af en toe gaan er stemmen op in Mexico om het oorlogszuchtige karakter van het volkslied wat af te zwakken. Tot op heden heeft de traditie stand gehouden.
De muziek is geschreven door Jaime Nunó, de tekst is van Francisco González Bocanegra. Het lied werd in 1854 als volkslied aangenomen, nadat het winnaar van een wedstrijd die was uitgeschreven door president Antonio López de Santa Anna.
Het volkslied bevat enkele archaïsche uitdrukkingen en constructies, waardoor de tekst door veel kinderen die het op school moeten leren niet meteen begrepen wordt. Berucht is wat dat betreft de regel "Mas si osare un extraño enemigo". Dat betekent "Maar als een buitenlandse vijand het aandurft", maar veel kinderen zien "Mas si osare", als één woord, zodat ze denken dat het gaat over een vreemde vijand genaamd Masiosare.

## Wetgeving
Het ten gehore brengen van het volkslied is aan strenge regels onderworpen. Het is verboden het te zingen op een plaats die daarvoor niet passend genoeg wordt gevonden en als het volkslied op tv ten gehore wordt gebracht moet er een Mexicaanse vlag in beeld zijn. Op het veranderen of het belachelijk maken van het volkslied staat een hoge geldboete. Scholen moeten kinderen het volkslied onderwijzen, en het volkslied moet minstens een keer per jaar op scholen gespeeld worden. Aangezien iedere Mexicaan het volkslied kent, wordt het soms gebruikt om illegalen te identificeren.
Eind 2005 gaf de Mexicaanse regering toestemming het volkslied te vertalen in de inheemse talen van Mexico. Versies in het Chinanteeks, Hña Hñu, Mixteeks, Yucateeks Maya, Nahuatl, Huaxteeks en Tepehuaans zijn inmiddels erkend. Bovendien kent het volkslied een twintigtal niet-officiële vertalingen in andere inheemse talen.

## Tekst
Het volledige volkslied heeft 10 coupletten. In 1857 werden het vierde en het zevende couplet geschrapt door de liberale regering, omdat ze verwezen naar respectievelijk Antonio López de Santa Anna en Agustín de Iturbide, twee conservatieve leiders die bovendien er voor verantwoordelijk werden gehouden dat Mexico de helft van haar grondgebied was kwijtgeraakt.
Op officiële bijeenkomsten wordt tegenwoordig het refrein, het eerste couplet en wederom het refrein gedraaid. Op de radio en tv worden elke dag om 6 en 12 uur het refrein, couplet I, het refrein, couplet X en nog een keer het refrein gedraaid.
| Coro Mexicanos al grito de guerra el acero aprestad y el bridón. Y retiemble en sus centros la tierra, al sonoro rugir del cañón. ¡Y retiemble en sus centros la tierra, al sonoro rugir del cañón!                                                                                      | Refrein Mexicanen, op de roep van de oorlog, weest gereed om het zwaard en de teugels te grijpen. En laat de aarde tot in het binnenste beven door het geluid van een brullend kanon. En laat de aarde tot in het binnenste beven door het geluid van een brullend kanon! |
| Estrofa I Ciña ¡oh Patria! tus sienes de oliva de la paz el arcángel divino, que en el cielo tu eterno destino por el dedo de Dios se escribió. Mas si osare un extraño enemigo profanar con su planta tu suelo, piensa ¡oh Patria querida! que el cielo un soldado en cada hijo te dio. | Couplet I Oh Vaderland, je voorhoofd zal getooid worden met een olijvenkrans door de goddelijke aartsengel van de vrede Want in de hemel is je eeuwige toekomst door de vinger van God opgeschreven. Maar als een buitenlandse vijand het aandurft met zijn voetstappen je grond te bezoedelen, denk dan, oh geliefd Vaderland, dat de hemel je een soldaat in elke zoon heeft gegeven. |
| Coro Mexicanos al grito de guerra el acero aprestad y el bridón. Y retiemble en sus centros la tierra, al sonoro rugir del cañón. ¡Y retiemble en sus centros la tierra, al sonoro rugir del cañón!                                                                                      | Refrein Mexicanen, op de roep van de oorlog, weest gereed om het zwaard en de teugels te grijpen. En laat de aarde tot in het binnenste beven door het geluid van een brullend kanon. En laat de aarde tot in het binnenste beven door het geluid van een brullend kanon! |
| Estrofa X ¡Patria, Patria! tus hijos te juran exhalar en tus aras su aliento, si el clarín, con su bélico acento, los convoca a lidiar con valor. ¡Para ti las guirnaldas de oliva! ¡Un recuerdo para ellos de gloria! ¡Un laurel para ti de victoria! ¡Un sepulcro para ellos de honor! | Couplet X Vaderland, Vaderland! Je zonen zweren hun adem uit te blazen op je altaar, als de klaroen met zijn oorlogszuchtige toon hen oproept waardig te strijden. Voor jou kransen van olijf! Voor hen een herinnering van glorie! Voor jou een lauwerkrans van overwinning! Voor hen een tombe van eer!                                                                               |
| Coro Mexicanos al grito de guerra el acero aprestad y el bridón. Y retiemble en sus centros la tierra, al sonoro rugir del cañón. ¡Y retiemble en sus centros la tierra, al sonoro rugir del cañón!                                                                                      | Refrein Mexicanen, op de roep van de oorlog, weest gereed om het zwaard en de teugels te grijpen. En laat de aarde tot in het binnenste beven door het geluid van een brullend kanon. En laat de aarde tot in het binnenste beven door het geluid van een brullend kanon! |